# Матиас Ябс
Матиас Ябс (на немски: Matthias Jabs), роден на 25 октомври 1955 година в Хановер, Германия, е германски китарист и автор на песни, член на най-успешната германска рок група Скорпиънс.
Той прави китарните сола на повечето песни. Използва предимно китари тип Гибсън Експлорър и дори е създал модел, наречен Експлорър 90, заради тялото, чиито размери са 90% от тези на стандартните Експлоръри. Освен това е прочут със свиренето си на Толк бокс на няколко песни като „The Zoo“ от албума Animal Magnetism, „To Be No.1“ от Eye II Eye, „Money And Fame“ от Crazy World, „Media Overkill“ от Savage Amusement, „Can You Feel It“ от Unbreakable и други.

## „Драматичното“ присъединяване
Преди присъединяването си към Скорпиънс той е свирил за групите Лейди, Фарго и Дедлок. Но съдбата му се усмихва, когато през 1978 година китаристът на Скорпиънс Улрих Джон Рот напуска групата. Тогава музикантите обявяват кастинг, на който участват над 140 китаристи, и Матиас Ябс е избран. Но първоначалният китарист на Скорпиънс Михаел Шенкер, който е изгонен от ЮЕфО заради проблемите си с алкохола и наркотиците, решава да се върне в групата и се налага Ябс да напусне. Шенкер обаче не се е преборил с пороците си и започва системно да пропуска репетиции и концерти, на които е заместван от Ябс. Шенкер дори припада по време на концерт. Става ясно, че трябва да напусне групата. И така Матиас Ябс окончателно става новият китарист на Скорпиънс. Още с присъединяването си към групата, той извършва истински подвиг. Само за една вечер Матиас научава всички дотогава съществуващи парчета на бандата и на следващия ден свири пред 55-хилядна публика, когато Скорпиънс са подгряваща група на Дженезис.